# Брегель, Энох Яковлевич
Энох Яковлевич Брегель (27 сентября (9 октября) 1903, Иркутск — 15 марта 1992, Блумингтон, Индиана, США) — советский экономист, доктор экономических наук (1940), профессор (1935). Заслуженный деятель науки РСФСР (1965).

## Биография
Родился 27 сентября (9 октября) 1903 года в Иркутске, в семье врача-дерматовенеролога Якова (Янкеля) Эноховича Брегеля (1870—1951) и Шимы Абрамовны Брегель (в девичестве Левенсон, 1882—1965). Мать была дочерью купца второй гильдии Абрама Соломоновича Левенсона (1854—1928), занимавшегося зерноторговлей на золотых приисках в Ленске, и Елизаветы Иосифовны Азадовской (1860—1930), приходилась сестрой торгпреду СССР в Италии Михаилу Абрамовичу Левенсону и двоюродной сестрой фольклористу Марку Константиновичу Азадовскому.
Окончил Иркутскую гимназию, в 1922 г поступает в Томский университет, но в связи с переездом родителей в Москву в 1924 году переводится в московский университет им. Сталина, по окончании которого стал преподавать там же. Впоследствии работал в Институте востоковедения (МИВ). С 1926 занимался педагогической работой в различных высших учебных заведениях Москвы, в том числе в МИВ (до 1954), Московском экономико-статистическом институте (с 1955).
Брегель Энох Яковлевич — известный московский экономист, доктор экономических наук (защитил докторскую диссертацию в 36 лет), профессор политэкономии, тема его исследований — «Буржуазная политэкономия».
Автор большого числа монографий, учебников и учебных пособий, в том числе широко известной «Политической экономии капитализма» (М., 1966, 1968). Принял участие в составлении Финансово-кредитного словаря в 2 томах. М., 1961—1964 гг. Выступил автором наиболее крупных статей в томе 1: Акционерное общество, Банки (при капитализме), Банковские операции, Денежное обращение (при капитализме), Денежные системы, Кредит (в докапиталистических формациях и при капитализме), Кредитная система (капиталистическая) и др.; в томе 2: Потребительский кредит, Ростовщический капитал, Фиктивный капитал, Финансовый капитал и др.
До 1974 года жил в Москве, а в 1974 году вслед за сыном Юрием, эмигрировал в Израиль, где некоторое время был советником премьер-министра Израиля.
С 1988 года — в США. Скончался 15 марта 1992 года в Блумингтоне, штат Индиана.

## Семья
- Жена — Софья (Сара) Ильинична Инденбаум (1900—1982), экономист, сотрудник Наркомата тяжёлой промышленности СССР, затем Министерства угольной промышленности.
  - Сын — востоковед Юрий Энохович Брегель.
- Троюродные братья — космонавт Борис Волынов и литературовед Константин Азадовский.

## Публикации
- Брегель Э. Я. Об одной неудачной вылазке (К понятим денежного и ссудного капитала у К. Маркса) // Под знаменем марксизма. 1929. № 1. С. 112—132.
- Брегель Э. Я. «Капитал» К. Маркса как исторический труд // Маркс — историк. М.: Наука, 1968. С. 174—215.
- Брегель Э. Я., Цаголов А. С.[пол.] Теория кредита. — М., 1933.
- Ленинский этап в теории воспроизводства / Э. Я. Брегель. — Москва ; Ленинград : Огиз — Соцэкгиз, 1935. — 267 с.
- Брегель Э. Я., Цаголов А. С. Кредит и банки современного капитализма. — Москва : Госфиниздат, 1936. — 312 с.
- Брегель Э. Я., Цаголов А. С. Капиталистический кредит. — Москва ; Ленинград : Госфиниздат, 1939. — 480 с.
- Банки, их роль и операции. М.: Московский плановый институт, 1939.
- Кредит и кредитная система капитализма / Проф. Э. Я. Брегель. — Москва : Госфиниздат, 1948 (Ленинград : тип. им. Котлякова). — 672 с.
- Прибыль и цена производства — М.: изд. ИМО, 1962.
- Торговый капитал и торговая прибыль. Ссудный капитал и кредит. Денежное обращение при капитализме. М.: изд. ИМО, 1962.
- «Политэкономии капитализма» (М., 1966, 1968).
- «Денежное обращение и кредит капиталистических стран» (М., 1950, 1955)
- «Ревизионизм и реформизм в теории обнищания» (М., 1960)